# Campeonato Peruano de Voleibol Masculino de 2018 - Série A
A Liga Nacional de Voleibol Masculino de 2018 - Série A por questões de patrocínio Liga Nacional de Voleibol Masculino "Copa Movistar" será a 15ª edição desta competição organizada pela FPV. Participaram do torneio sete equipes provenientes de tres regiões peruanas, ou seja, de Callao (região), Tacna (província) e Lima (região).

## Equipes participantes
| Equipe                | Cidade                    | Última participação | Temporada 2017 |
| --------------------- | ------------------------- | ------------------- | -------------- |
| Peerless              | Lima                      | A1 2017             | 1º             |
| Unilever              | Lima                      | A1 2017             | 3º             |
| Regatas Lima          | Lima                      | A1 2017             | 2º             |
| DC Asociados de Tacna | Tacna                     | A1 2017             | 4º             |
| Junior Callao         | Callao                    | A1 2017             | 6º             |
| Deportivo Fishland    | Nuevo Chimbote (distrito) | A2 2016             | ?              |
| Sparteam Voley        | Lima                      | A2 2016             | ?              |

## Fase classificatória

### Classificação
- Vitória por 3 sets a 0 ou 3 a 1: 3 pontos para o vencedor;
- Vitória por 3 sets a 2: 2 pontos para o vencedor e 1 ponto para o perdedor.
- Não comparecimento, a equipe perde 2 pontos.
- Em caso de igualdade por pontos, os seguintes critérios servem como desempate: número de vitórias, média de sets e média de pontos.

|  |                                           |
|  | Equipes classificadas para às semifinais. |

|     |                       |     | Jogos | Jogos | Jogos | Resultados | Resultados | Resultados | Resultados | Resultados | Resultados | Sets | Sets | Sets | Pontos | Pontos | Pontos |
| Pos | Equipe                | Pts | T     | V     | D     | 3–0        | 3–1        | 3–2        | 2–3        | 1–3        | 0–3        | V    | P    | R    | V      | P      | R      |
| --- | --------------------- | --- | ----- | ----- | ----- | ---------- | ---------- | ---------- | ---------- | ---------- | ---------- | ---- | ---- | ---- | ------ | ------ | ------ |
| 1   | Regatas Lima          | 0   | 0     | 0     | 0     | 0          | 0          | 0          | 0          | 0          | 0          | 0    | 0    | MAX  | 0      | 0      | MAX    |
| 2   | Peerless              | 0   | 0     | 0     | 0     | 0          | 0          | 0          | 0          | 0          | 0          | 0    | 0    | MAX  | 0      | 0      | MAX    |
| 3   | Unilever              | 0   | 0     | 0     | 0     | 0          | 0          | 0          | 0          | 0          | 0          | 0    | 0    | MAX  | 0      | 0      | MAX    |
| 4   | DC Asociados de Tacna | 0   | 0     | 0     | 0     | 0          | 0          | 0          | 0          | 0          | 0          | 0    | 0    | MAX  | 0      | 0      | MAX    |
| 5   | Sparteam Voley        | 0   | 0     | 0     | 0     | 0          | 0          | 0          | 0          | 0          | 0          | 0    | 0    | MAX  | 0      | 0      | MAX    |
| 6   | Junior Callao         | 0   | 0     | 0     | 0     | 0          | 0          | 0          | 0          | 0          | 0          | 0    | 0    | MAX  | 0      | 0      | MAX    |
| 7   | Deportivo Fishland    | 0   | 0     | 0     | 0     | 0          | 0          | 0          | 0          | 0          | 0          | 0    | 0    | MAX  | 0      | 0      | MAX    |

#### 1ª Rodada
| Data   | Hora  |                         | Placar |                       | Set 1 | Set 2 | Set 3 | Set 4 | Set 5 | Total | Relatório |
| ------ | ----- | ----------------------- | ------ | --------------------- | ----- | ----- | ----- | ----- | ----- | ----- | --------- |
| 9 nov  | 19:00 | 'Peerless'              | 3–0    | DC Asociados de Tacna | 25–13 | 25–15 | 25–22 |       |       | 75–50 | 75–50     |
| 9 nov  | 20:30 | 'Unilever'              | 3–0    | Deportivo Fishland    | 25–20 | 25–14 | 25–22 |       |       | 75–56 | 75–56     |
| 10 nov | 15:00 | DC Asociados de Tacna   | 0–3    | ' Unilever'           | 21–25 | 13–25 | 22–25 |       |       | 56–75 | 56–75     |
| 10 nov | 16:30 | 'Peerless'              | 3–0    | Deportivo Fishland    | 25–14 | 25–13 | 25–16 |       |       | 75–43 | 75–43     |
| 10 nov | 18:00 | 'Regatas Lima'          | 3–0    | Junior Callao         | 25–9  | 25–18 | 25–21 |       |       | 75–48 | 75–48     |
| 11 nov | 15:00 | 'DC Asociados de Tacna' | 3–0    | Deportivo Fishland    | 25–19 | 25–20 | 25–17 |       |       | 75–56 | 75–56     |
| 11 nov | 16:30 | 'Regatas Lima'          | 3–0    | Sparteam Voley        | 25–14 | 25–15 | 25–21 |       |       | 75–50 | 75–50     |
| 11 nov | 18:00 | 'Peerless'              | 3–0    | Junior Callao         | 25–21 | 25–12 | 25–15 |       |       | 75–48 | 75–48     |

#### 2ª Rodada
| Data   | Hora  |                         | Placar |                    | Set 1 | Set 2 | Set 3 | Set 4 | Set 5 | Total  | Relatório |
| ------ | ----- | ----------------------- | ------ | ------------------ | ----- | ----- | ----- | ----- | ----- | ------ | --------- |
| 16 nov | 19:00 | DC Asociados de Tacna   | 0–3    | ' Junior Callao'   | 21–25 | 23–25 | 18–25 |       |       | 62–75  | 62–75     |
| 16 nov | 20:30 | 'Regatas Lima'          | 3–0    | Deportivo Fishland | 25–18 | 25–15 | 25–12 |       |       | 75–45  | 75–45     |
| 17 nov | 15:00 | 'Deportivo Fishland'    | 3–2    | Junior Callao      | 24–26 | 25–19 | 16–25 | 25-20 | 15-13 | 105–70 | 105–103   |
| 17 nov | 16:30 | 'DC Asociados de Tacna' | 3–2    | Sparteam Voley     | 21–25 | 25–20 | 17–25 | 25-19 | 15-12 | 103–70 | 103–101   |
| 18 nov | 15:00 | 'Unilever'              | 3–0    | Junior Callao      | 25–17 | 25–21 | 25–16 |       |       | 75–54  | 75–54     |
| 18 nov | 16:30 | Deportivo Fishland      | 1–3    | ' Sparteam Voley'  | 17–25 | 25–21 | 18–25 | 14-25 |       | 74–71  | 74–96     |
| 18 nov | 18:00 | DC Asociados de Tacna   | 1–3    | ' Regatas Lima'    | 17–25 | 18–25 | 30–28 | 19-25 |       | 84–78  | 84–103    |

#### 3ª Rodada
| Data   | Hora  |                | Placar |                   | Set 1 | Set 2 | Set 3 | Set 4 | Set 5 | Total | Relatório |
| ------ | ----- | -------------- | ------ | ----------------- | ----- | ----- | ----- | ----- | ----- | ----- | --------- |
| 24 nov | 18:00 | Junior Callao  | 0–3    | ' Sparteam Voley' | 26–28 | 18–25 | 22–25 |       |       | 66–78 | 66–78     |
| 24 nov | 19:30 | 'Peerless'     | 3–1    | Unilever          | 25–23 | 25–22 | 23–25 | 25-16 |       | 98–70 | 98–86     |
| 25 nov | 15:00 | 'Regatas Lima' | 3–0    | Unilever          | 25–21 | 25–19 | 25–23 |       |       | 75–63 | 75–63     |
| 25 nov | 16:30 | 'Peerless'     | 3–0    | Sparteam Voley    | 25–13 | 25–20 | 25–17 |       |       | 75–50 | 75–50     |
| 29 nov | 19:00 | 'Unilever'     | 3–0    | Sparteam Voley    | 25–14 | 25–22 | 25–16 |       |       | 75–52 | 75–52     |

## Fase final

### Semifinais
Jogo de ida
| Data  | Hora  |                | Placar |                | Set 1 | Set 2 | Set 3 | Set 4 | Set 5 | Total | Relatório |
| ----- | ----- | -------------- | ------ | -------------- | ----- | ----- | ----- | ----- | ----- | ----- | --------- |
| 1 dez | 16:00 | 'Peerless'     | 3–0    | Sparteam Voley | 25–18 | 25–14 | 25–19 |       |       | 75–51 | 75–51     |
| 1 dez | 16:00 | 'Regatas Lima' | 3–1    | Unilever       | 21–25 | 25–22 | 27–25 | 25-15 |       | 98–72 | 98–87     |

Jogo de volta
| Data  | Hora  |                | Placar |                | Set 1 | Set 2 | Set 3 | Set 4 | Set 5 | Total | Relatório |
| ----- | ----- | -------------- | ------ | -------------- | ----- | ----- | ----- | ----- | ----- | ----- | --------- |
| 2 dez | 16:00 | 'Peerless'     | 3–0    | Sparteam Voley | 25–16 | 25–18 | 25–23 |       |       | 75–57 | 75–57     |
| 2 dez | 20:00 | 'Regatas Lima' | 3–0    | Unilever       | 25–21 | 25–19 | 25–21 |       |       | 75–61 | 75–61     |

### Terceiro lugar
Jogo de ida
| Data   | Hora  |          | Placar |                   | Set 1 | Set 2 | Set 3 | Set 4 | Set 5 | Total  | Relatório |
| ------ | ----- | -------- | ------ | ----------------- | ----- | ----- | ----- | ----- | ----- | ------ | --------- |
| 14 dez | 19:00 | Unilever | 2–3    | ' Sparteam Voley' | 25–19 | 17–25 | 25–19 | 23-25 | 18-20 | 108–63 | 108–108   |

Jogo de volta
| Data   | Hora  |            | Placar |                | Set 1 | Set 2 | Set 3 | Set 4 | Set 5 | Total | Relatório |
| ------ | ----- | ---------- | ------ | -------------- | ----- | ----- | ----- | ----- | ----- | ----- | --------- |
| 16 dez | 18:00 | 'Unilever' | 3–1    | Sparteam Voley | 25–19 | 14-25 | 25–20 | 25-16 |       | 89–39 | 89–80     |

Jogo extra
| Data   | Hora  |          | Placar |                   | Set 1 | Set 2 | Set 3 | Set 4 | Set 5 | Total | Relatório |
| ------ | ----- | -------- | ------ | ----------------- | ----- | ----- | ----- | ----- | ----- | ----- | --------- |
| 16 dez | 18:00 | Unilever | 1–3    | ' Sparteam Voley' | 20–25 | 20-25 | 25–20 | 17-25 |       | 82–45 | 82–95     |

### Final
Jogo de ida
| Data   | Hora  |                | Placar |          | Set 1 | Set 2 | Set 3 | Set 4 | Set 5 | Total  | Relatório |
| ------ | ----- | -------------- | ------ | -------- | ----- | ----- | ----- | ----- | ----- | ------ | --------- |
| 14 dez | 20:30 | 'Regatas Lima' | 3–2    | Peerless | 25–19 | 22-25 | 29–27 | 22-25 | 15-13 | 113–46 | 113–109   |

Jogo de volta
| Data   | Hora  |              | Placar |             | Set 1 | Set 2 | Set 3 | Set 4 | Set 5 | Total | Relatório |
| ------ | ----- | ------------ | ------ | ----------- | ----- | ----- | ----- | ----- | ----- | ----- | --------- |
| 15 dez | 20:00 | Regatas Lima | 1–3    | ' Peerless' | 19–25 | 20-25 | 25–23 | 22-25 |       | 86–48 | 86–98     |

Jogo extra
| Data   | Hora  |                | Placar |          | Set 1 | Set 2 | Set 3 | Set 4 | Set 5 | Total | Relatório |
| ------ | ----- | -------------- | ------ | -------- | ----- | ----- | ----- | ----- | ----- | ----- | --------- |
| 16 dez | 20:00 | 'Regatas Lima' | 3–0    | Peerless | 29–27 | 25-22 | 27–25 |       |       | 81–52 | 81–74     |

## Classificação final
| Posição           | Equipe                | Classificação/rebaixamento                               |
| ----------------- | --------------------- | -------------------------------------------------------- |
| Medalha de ouro   | Regatas Lima          | Sul-Americano de Clubes de 2019--> · LNSV 2019 - Série A |
| Medalha de prata  | Peerless              | LNSV 2019 - Série A                                      |
| Medalha de bronze | Sparteam Voley        | LNSV 2019 - Série A                                      |
| 4                 | Unilever              | LNSV 22019 - Série A                                     |
| 5                 | DC Asociados de Tacna | LNSV 2019 - Série A                                      |
| 6                 | Junior Callao         | LNSV 2019 - Série A                                      |
| 7                 | Deportivo Fishland    |                                                          |

## Premiações
| LNSV 2018                                |
| ---------------------------------------- |
| Regatas Lima Campeão (1° título Peruano) |

### Individuais
As atletas que se destacaram individualmente foram :
| Melhor central     | Daniel Urueña      | Peerless     |
| Melhor ponteiro    | Álvaro Hidalgo     | Regatas Lima |
| 2° Melhor ponteiro | Luís Soto          | Peerless     |
| Melhor oposto      | Eduardo Romay      | Regatas Lima |
| Melhor levantador  | Frander Añes       | Peerless     |
| Melhor líbero      | Jonathan Nakamatsu | Regatas Lima |